# Décès en 973
Décès
- 969
- 970
- 971
- 972
- 973
- 974
- 975
- 976
- 977

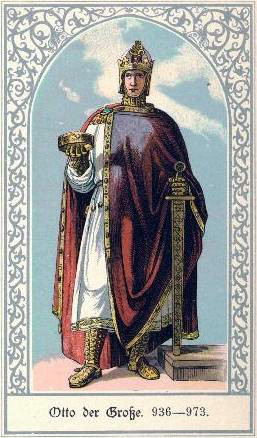
Otton le Grand mort en 973.

Cette page dresse une liste de personnalités mortes au cours de l'année 973 :
- 14 janvier : Ekkehard Ier, moine puis écolâtre de l'abbaye de Saint-Gall.
- 26 mars : Gontran le Riche, comte d'Altenbourg, de Sundgau, d'Aargau (l'actuelle Argovie) et de Vindonissa, comte d'Alsace.
- 27 mars : Hermann Ier de Saxe, fondateur de la dynastie saxonne de Billung.
- 7 mai : Otton le Grand, ou Otton le Grand, empereur romain germanique.
- 12 novembre : Bouchard III, ou Burchard III de Souabe, comte de Thurgovie et de Zurich et peut être de Rhétie il devient duc de Souabe.

- Amaury de Valenciennes, comte de Valenciennes.
- Garnier de Valenciennes, comte de Valenciennes.
- Renaud de Mons, comte de Hainaut et de Mons.
- Richer de Mons, comte de Hainaut et de Mons, vice-duc de Lotharingie.
- Muhammad ibn Hani, ou Ibn Hani al-Azdi Al-Andalusi, poète ismaélien, panégyriste du calife fatimide al-Mu'izz.

## Crédit d'auteurs
- Cet article est partiellement ou en totalité issu de l'article intitulé « 973 » (voir la liste des auteurs).